# اچ‌ام‌اس چکاوک (۱۷۶۲)
اچ‌ام‌اس چکاوک (۱۷۶۲) (به انگلیسی: HMS Lark (1762)) یک کشتی بود که طول آن ۱۲۷ فوت ۲ اینچ (۳۸٫۷۶ متر) بود. این کشتی در سال ۱۷۶۲ ساخته شد.